# Egberto II de Kent
Egberto II fue rey de Kent entre 765 y 779 conjuntamente con Heaberto
Egberto II es conocido por sus monedas y cartas, emitidas entre 765 a 779, dos de las cuales fueron atestiguadas o confirmadas por Heaberht.
Egberto II accedió al trono en 765, cuando emitió su más antigua carta superviviente. En esta época, Offa, rey de Mercia, parece haber estado intentando gobernar Kent directamente, como se deduce de las varias cartas emitidas relacionadas con Kent. Según la Crónica anglosajona, tuvo lugar una batalla en Otford en 776, y pese a que el resultado es desconocido, el hecho de que Kent parece haberse mantenido independiente durante varios años más sugiere que Egberto obtuvo la victoria. Se sabe que permaneció en el poder hasta al menos 779, fecha de su última carta conocida.